# Estado de Kordofán del Oeste
Kordofán del Oeste (en árabe: غرب كردفان o Gharb Kurdufan) es uno de los 18 estados de Sudán creados en 1994. Tiene un área de 111.373 km² y una población estimada de 1.100.000 (2000), con capital en Al-Fulah.
En agosto de 2005, se abolió el estado de Kordofán del Oeste, y su territorio fue repartido entre los de Kordofán del Norte y Kordofán del Sur, como parte de la implementación del acuerdo de paz entre el gobierno sudanés y el Movimiento de Liberación del Pueblo de Sudán, Según el protocolo de resolución, la frontera de Kordofán del Sur deberá ser la de la antigua Provincia de Kordofán del Sur cuando el Gran Kordofán se dividió en dos provincias.
Actualmente Al-Fulah tiene el estatus de segunda capital del estado de Kordofán del Sur, y las sesiones del legislativo estatal se celebran alternativamente en Al Fulah y Kaduqli. El estado fue restituido en julio de 2013.